# مونته ویسو
مونته ویسو (به ایتالیایی: Monviso) یک کوه در ایتالیا است که در استان کونیو واقع شده‌است. مونته ویسو ۳٬۸۴۱ متر بالاتر از سطح دریا واقع شده‌است.